# Libomyšl
Libomyšl (německy Libomischl) je obec v okrese Beroun ve Středočeském kraji, asi 8 km severovýchodně od Hořovic. Žije zde 644 obyvatel.

## Historie
První písemná zmínka o obci pochází z roku 1370, kdy vesnice patřila vladykovi Oldřichovi z Libomyšle.

## Obecní správa

### Části obce
- Libomyšl (k. ú. Libomyšl)
- Želkovice (k. ú. Želkovice u Libomyšle)

K obci patří také Hávův Mlýn.
Sousedními obcemi sídla jsou Málkov, Všeradice, Lážovice, Chodouň, Neumětely, Stašov, Suchomasty, Bykoš, Otmíče a Lochovice.

### Územněsprávní začlenění
Dějiny územněsprávního začleňování zahrnují období od roku 1850 do současnosti. V chronologickém přehledu je uvedena územně administrativní příslušnost obce v roce, kdy ke změně došlo:
- 1850 země česká, kraj Praha, politický i soudní okres Hořovice[5]
- 1855 země česká, kraj Praha, soudní okres Hořovice
- 1868 země česká, politický i soudní okres Hořovice
- 1939 země česká, Oberlandrat Plzeň, politický i soudní okres Hořovice[6]
- 1942 země česká, Oberlandrat Praha, politický okres Beroun, soudní okres Hořovice[7]
- 1945 země česká, správní i soudní okres Hořovice[8]
- 1949 Pražský kraj, okres Hořovice[9]
- 1960 Středočeský kraj, okres Beroun
- 2003 Středočeský kraj, okres Beroun, obec s rozšířenou působností Hořovice

## Společnost

### Rok 1932
V obci Libomyšl (731 obyvatel) byly v roce 1932 evidovány tyto živnosti a obchody: 2 výrobci brusů, 3 hostince, konsum Včela, kovář, 2 krejčí, továrna na lopaty a rýče, obchod s mlékem, 2 mlýny, obchod s ovocem a zeleninou, 2 obuvníci, pekař, obchod s lahvovým pivem, řezník, 4 obchody se smíšeným zbožím, Spořitelní a záložní spolek pro Libomyšl, 2 trafiky, truhlář, 2 velkostatky.
Ve vsi Želkovice (170 obyvatel, samostatná obec se později stala součástí Libomyšle) byly v roce 1932 evidovány tyto živnosti a obchody: hostinec, obuvník, trafika, velkostatek.

## Pamětihodnosti
- Na východním okraji obce se nachází návrší s pozůstatky tvrze Hrádek osídlené ve 14.–16. století.[12]
- Kaplička před obecním úřadem
- Vodní mlýn Ladislava Šouši. Obytný dům z roku 1917 s pozoruhodným historizujícím novorenesančním architektonickým řešením[13]
- Do území obce zasahuje malá část přírodní památky Housina.

## Doprava

### Dopravní síť
Obcí vede silnice II/118 Nové Dvory – Budyně nad Ohří – Slaný – Kladno – Beroun – Zdice – Příbram – Kamýk nad Vltavou – Krásná Hora nad Vltavou – Petrovice. Do obce dále vedou silnice III. třídy.

### Autobusová doprava 2024
Autobusovou dopravu v obci Libomyšl zajišťuje společnost Arriva Střední Čechy. Obec je součástí Pražské integrované dopravy (PID). V obci se nacházejí zastávky Libomyšl a Libomyšl,u mostu. V Želkovicích se nachází zastávka Libomyšl,Želkovice. Obec obsluhují dvě autobusové linky: 639 a 640. Želkovice obsluhuje také autobusová linka 631, která spojuje Nižbor, Hýskov, Chyňavu, Železnou, Beroun, Králův Dvůr, Tmaň, Málkov, Suchomasty, Bykoš, Želkovice a Všeradice. Linka 639 propojuje Dobříš, Malý Chlumec, Velký Chlumec, Osov, Skřipel, Hostomice, Bezdědice, Radouš, Neumětely, Libomyšl, Lochovice a Hořovice. Linka 640 propojuje Čenkov, Jince, Běštín, Hostomice, Lhotku, Lochovice, Libomyšl, Chodouň a Zdice. 

### Železniční doprava 2024
Okolo obce prochází jednokolejná regionální železniční trať 200 Zdice–Protivín, která byla uvedena do provozu v roce 1875. V obci se nachází železniční zastávka Libomyšl, kde zastavují osobní vlaky linky S60. Tyto vlaky, provozované společností České dráhy, jezdí z Berouna přes Zdice a pokračují dále do Příbrami, Březnice, Blatné nebo Strakonic.

## Turistika
Obcí vede cyklotrasa č. 0007 Lochovice – Libomyšl – Zdice.

## Galerie

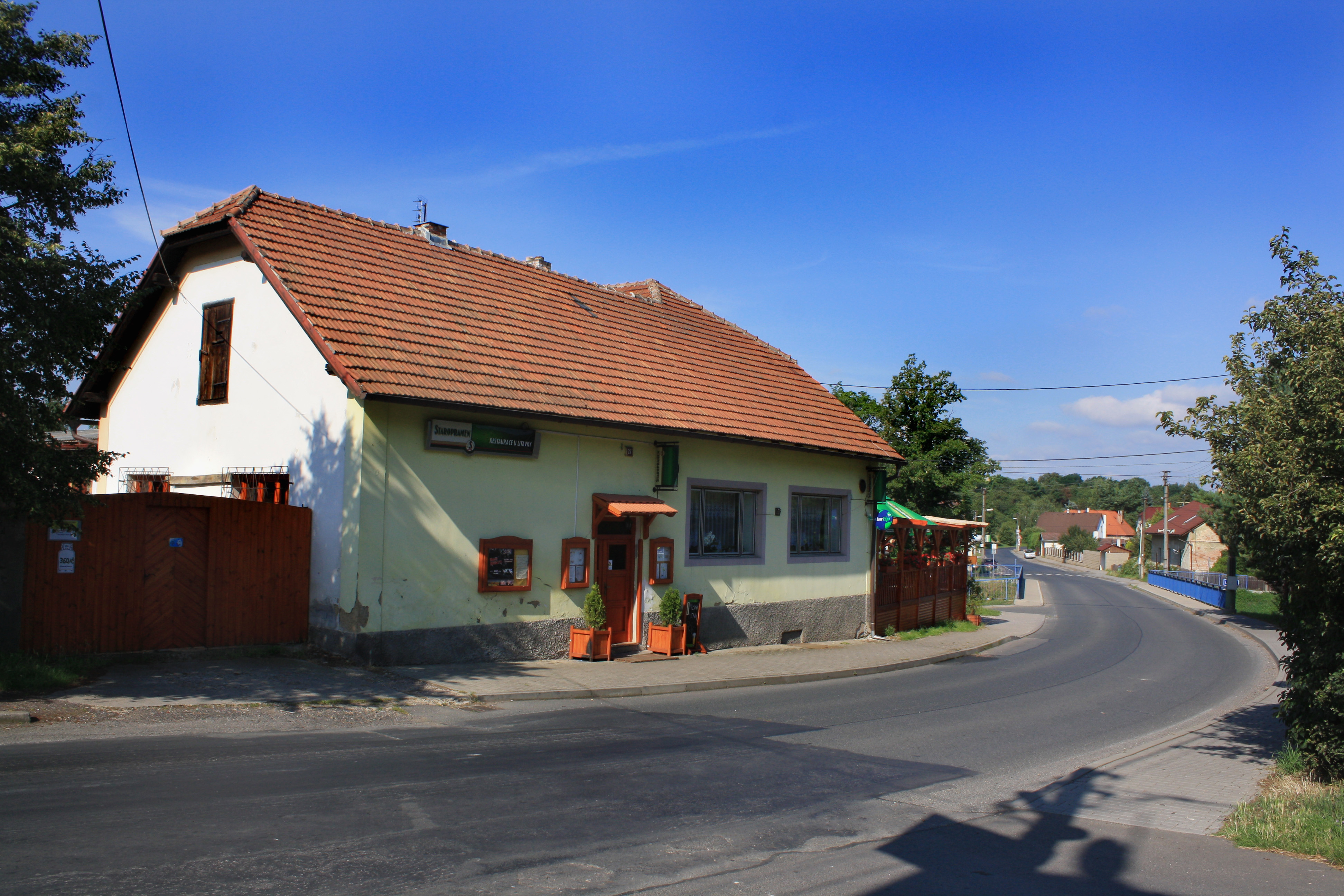
Restaurace u hlavní silnice
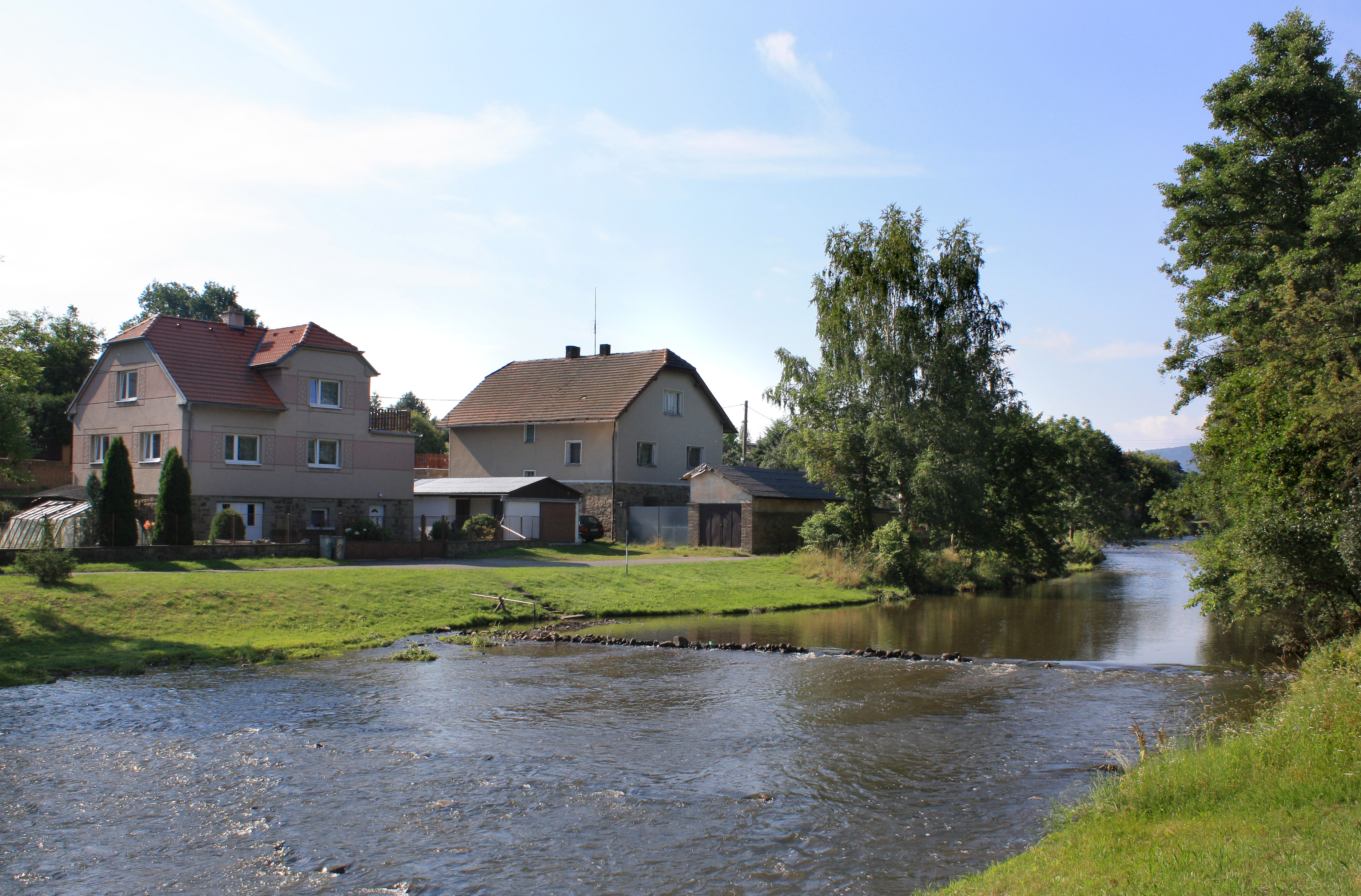
Řeka Litavka v centru obce
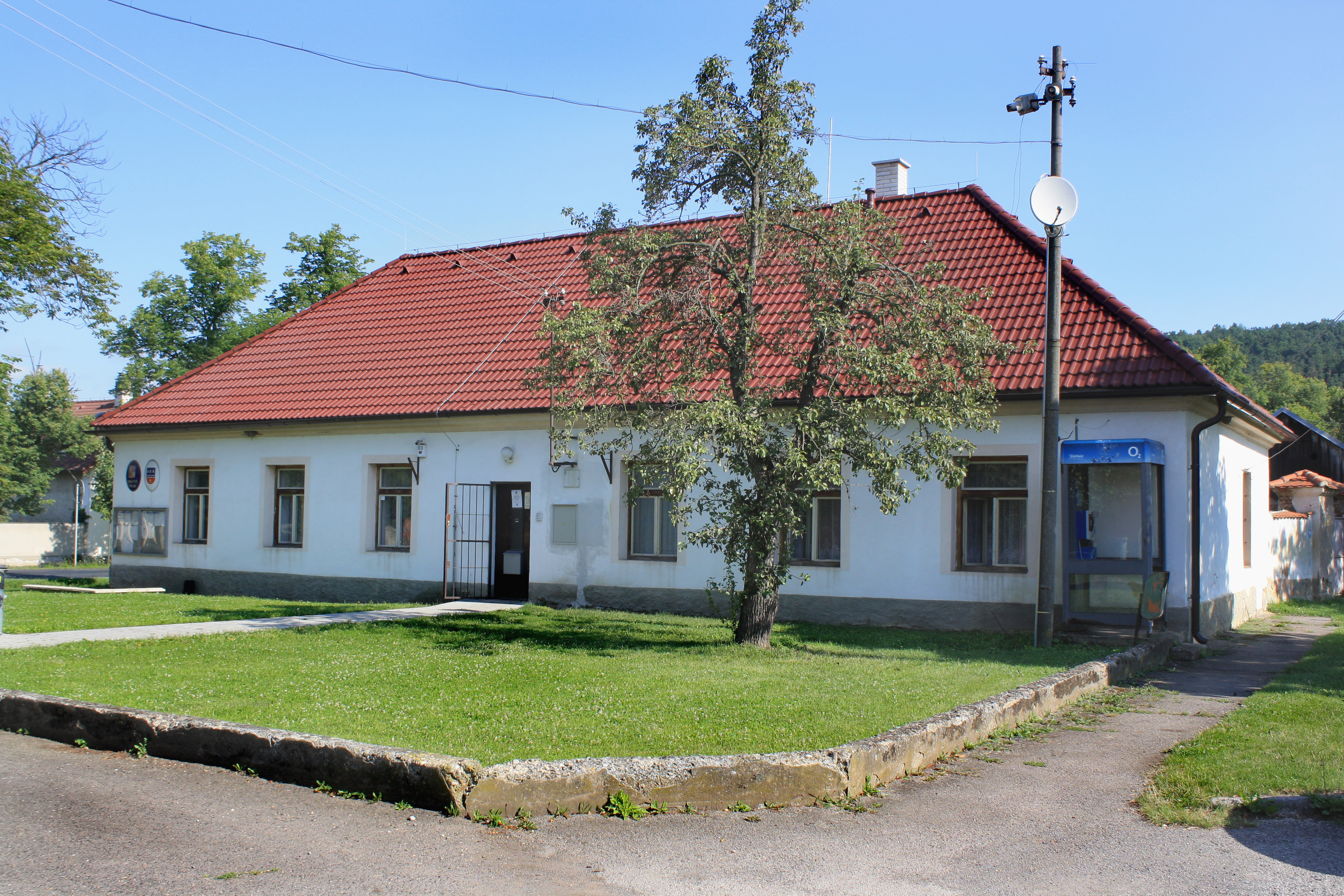
Obecní úřad
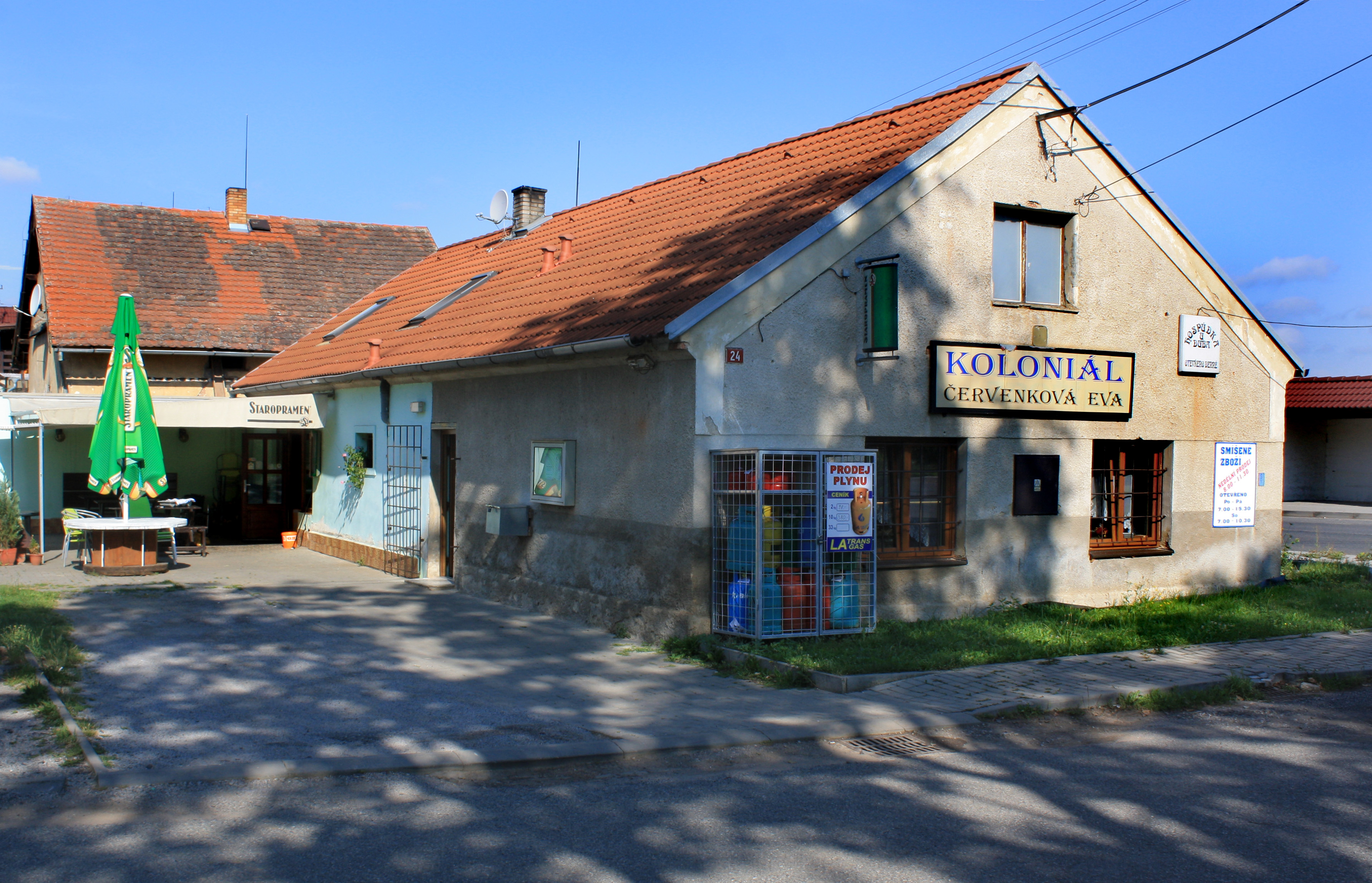
Restaurace a obchod u řeky